# Bonte frankolijn
De bonte frankolijn (Francolinus pictus) is een vogel uit de familie fazantachtigen (Phasianidae). De wetenschappelijke naam van de soort is voor het eerst geldig gepubliceerd in 1828 door Jardine & Selby.

## Voorkomen
De soort komt voor in India en Sri Lanka en telt drie ondersoorten:
- F. p. pallidus: het noordelijke deel van Centraal-India.
- F. p. pictus: centraal en zuidelijk India.
- F. p. watsoni: Sri Lanka.

## Beschermingsstatus
Op de Rode Lijst van de IUCN heeft de soort de status niet bedreigd.